# Copa Mundial de Golf
La Copa Mundial de Golf es un torneo masculino de golf disputado por parejas de jugadores en representación de su país. Sólo se permite un equipo de cada país. Los jugadores se seleccionan sobre la base del Ranking Mundial de Golf, aunque no todos los jugadores de la primera opción elegir para competir.
El evento se llevó a cabo a partir de 2007 hasta el 2009 en Mission Hills Golf Club en Shenzhen, China, recibiendo el nombre de Mission Hills World Cup. En 2010, se anunció que el evento cambia de anual a bienal, que tuvo lugar en los años impares, para dar cabida a la inclusión del golf en 2016 los Juegos Olímpicos. Cuando se reanuda en 2011, también tendrá un nuevo lugar el Mission Hills Haikou en la provincia insular china de Hainan. El evento también cuenta con un patrocinador principal, el primero de ellos es Omega, por lo que el nombre completo del el evento desde el año 2007 ha sido la Omega Mission Hills Copa Mundial.

## Historia
El torneo fue fundado por el empresario canadiense John Jay Hopkins, quien confió en que promover la buena voluntad internacional a través del golf. Comenzó en 1953 como la Copa Canadá de golf y cambió su nombre a Copa Mundial de Golf en 1967. En ambas competiciones, Copa Canadá de Golf —luego cambiado el nombre a Copa Mundial de Golf—, y Copa Mundial de Golf el ganador es considerado por PGA como campeón mundial. Con Fred Corcoran como el Director del Torneo Internacional de Golf y la Asociación de detrás de ella (1955-1977), la Copa Mundial de la vuelta al mundo y llegó a ser uno de los torneos más prestigiosos del golf a lo largo de la década de 1960 y 1970, antes de convertirse en la Copa Mundial de Golf en 1993.
Fue incorporado a las Series Mundiales de Golf de 2000 a 2006. En 2007 dejó de serlo, pero continuó siendo organizado como copa mundial oficial por la Federación Internacional de PGA Tours y es el torneo más importante a nivel selecciones e individualmente más allà de los abiertos
En 1953, el formato de 36 hoyos de juego por golpes con el puntaje combinado del equipo de dos hombres para determinar el ganador. De 1954 a 1999, el formato era de 72 hoyos de juego por golpes. A partir de 2000, el formato es alterna rondas de juego por golpes de bestball (fourball) y de tiro alterno (foursomes). De 1955 a 1999, también hubo una adjudicación por separado, el Trofeo Internacional.  
La Copa Mundial del Golf posee una extensa y emocionante historia, se ha llevado a cabo en cincuenta y ocho ocasiones en veinticinco naciones distintas, se inició en el año 1953, además es el único evento sobre este magnífico deporte en el que diversos países participan.
El campeonato de la Copa mundial de golf, es considerado como una de las más importantes oportunidades que puede tener un golfista para representar a su nación en un campeonato profesional, siendo este mismo un imán para los mejores practicantes a nivel mundial.

## Ganadores en el siglo XXI
| Año                                       | País                                      | Equipo                                    | Localización                              | Subcampeones |
| Copa Mundial de Golf ISPS Handa Melbourne | Copa Mundial de Golf ISPS Handa Melbourne | Copa Mundial de Golf ISPS Handa Melbourne | Copa Mundial de Golf ISPS Handa Melbourne | Copa Mundial de Golf ISPS Handa Melbourne                                                                                         |
| ----------------------------------------- | ----------------------------------------- | ----------------------------------------- | ----------------------------------------- | --- |
| 2018                                      | Bélgica                                   | Thomas Detry y Thomas Pieters             | Melbourne, Australia                      | Australia - Marc Leishman y Cameron Smith · México - Abraham Ancer y Roberto Díaz                                                 |
| Copa Mundial de Golf ISPS Handa           |                                           |                                           |                                           | |
| 2016                                      | Dinamarca                                 | Søren Kjeldsen y Thorbjørn Olesen         | Melbourne, Australia                      | China - Li Haotong y Wu Ashun Francia - Victor Dubuisson y Romain Langasque Estados Unidos - Rickie Fowler y Jimmy Walker         |
| 2013                                      | Australia                                 | Jason Day y Adam Scott                    | Melbourne, Australia                      | Estados Unidos - Matt Kuchar y Kevin Streelman                                                                                    |
| Copa Mundial Omega Mission Hills          |                                           |                                           |                                           | |
| 2011                                      | Estados Unidos                            | Matt Kuchar y Gary Woodland               | Haikou, Hainan, China                     | Inglaterra - Ian Poulter y Justin Rose · Alemania - Martin Kaymer y Alex Čejka                                                    |
| 2009                                      | Italia                                    | Edoardo Molinari y Francesco Molinari     | Shenzhen, China                           | Suecia - Henrik Stenson y Robert Karlsson · Irlanda - Rory McIlroy y Graeme McDowell                                              |
| 2008                                      | Suecia                                    | Robert Karlsson y Henrik Stenson          | Shenzhen, China                           | España - Miguel Ángel Jiménez y Pablo Larrazábal                                                                                  |
| 2007                                      | Escocia                                   | Colin Montgomerie y Marc Warren           | Shenzhen, China                           | Estados Unidos - Heath Slocum y Boo Weekley                                                                                       |
| Copa Mundial WGC                          |                                           |                                           |                                           | |
| 2006                                      | Alemania                                  | Bernhard Langer y Marcel Siem             | Sandy Lane Resort, Barbados               | Escocia - Colin Montgomerie y Marc Warren                                                                                         |
| 2005                                      | Gales                                     | Stephen Dodd y Bradley Dredge             | Algarve, Portugal                         | Inglaterra - Luke Donald y David Howell · Suecia - Niclas Fasth y Henrik Stenson                                                  |
| 2004                                      | Inglaterra                                | Paul Casey y Luke Donald                  | Sevilla, España                           | España - Sergio García y Miguel Ángel Jiménez                                                                                     |
| 2003                                      | Sudáfrica                                 | Trevor Immelman y Rory Sabbatini          | Kiawah Island, Estados Unidos             | Inglaterra - Paul Casey y Justin Rose                                                                                             |
| 2002                                      | Japón                                     | Toshimitsu Izawa y Shigeki Maruyama       | Puerto Vallarta, México                   | Estados Unidos - Phil Mickelson y David Toms                                                                                      |
| 2001                                      | Sudáfrica                                 | Ernie Els y Retief Goosen                 | Gotenba, Japón                            | Dinamarca - Thomas Bjørn y Søren Hansen Nueva Zelanda - Michael Campbell y David Smail Estados Unidos - David Duval y Tiger Woods |
| 2000                                      | Estados Unidos                            | David Duval y Tiger Woods                 | Buenos Aires, Argentina                   | Argentina - Eduardo Romero y Ángel Cabrera                                                                                        |

## Ganadores múltiples

### Como compañeros de equipo
- 4 veces: Jack Nicklaus y Arnold Palmer (1963, 1964, 1966 y 1967), Fred Couples y Davis Love III (1992, 1993, 1994 y 1995)
- 2 veces: Kel Nagle y Peter Thomson (1954 y 1959), Arnold Palmer y Sam Snead (1960 y 1962)

### Como parte de un equipo
- 6 veces: Jack Nicklaus (1963, 1964, 1966, 1967, 1971 y 1973), Arnold Palmer (1960, 1962, 1963, 1964, 1966 y 1967)
- 4 veces: Fred Couples (1992, 1993, 1994 y 1995), Davis Love III (1992, 1993, 1994 y 1995), Sam Snead (1956, 1960, 1961 y 1962)